# Belle Plaine (Kansas)
Belle Plaine è un comune degli Stati Uniti d'America, situato nello Stato del Kansas, nella contea di Sumner.